# スタインウェイ・ストリート駅
スタインウェイ・ストリート駅（Steinway Street）はクイーンズ区アストリアのブロードウェイとスタインウェイ・ストリート交差点に位置するニューヨーク市地下鉄INDクイーンズ・ブールバード線の駅である。E系統が深夜のみ、M系統が平日、R系統が深夜を除く終日停車する。

## 歴史
当路線は初めてINDが建設した路線の一つであった。この際に公共事業局が建設に2500万ドル出資した。
1933年8月19日、当路線がジャクソン・ハイツ-ルーズベルト・アベニュー駅から50丁目駅まで開通した際に当駅は開業した。

## 駅構造
| G          | 地上階                       | 出入口 |
| M          | 改札階                       | 改札口、駅員詰所、メトロカード券売機 |
| P ホーム階 | 相対式ホーム、右側ドアが開く | 相対式ホーム、右側ドアが開く |
| P ホーム階 | 南行緩行線                   | ← 深夜帯：ワールド・トレード・センター駅行き（36丁目駅） ← 平日23時迄：ミドル・ヴィレッジ-メトロポリタン・アベニュー駅行き（36丁目駅） ← ベイ・リッジ-95丁目駅行き（36丁目駅） |
| P ホーム階 | 北行緩行線                   | → 深夜帯：ジャマイカ・センター駅行き（46丁目駅）→ フォレスト・ヒルズ-71番街駅行き（46丁目駅）→                                                                                 |
| P ホーム階 | 相対式ホーム、右側ドアが開く | |

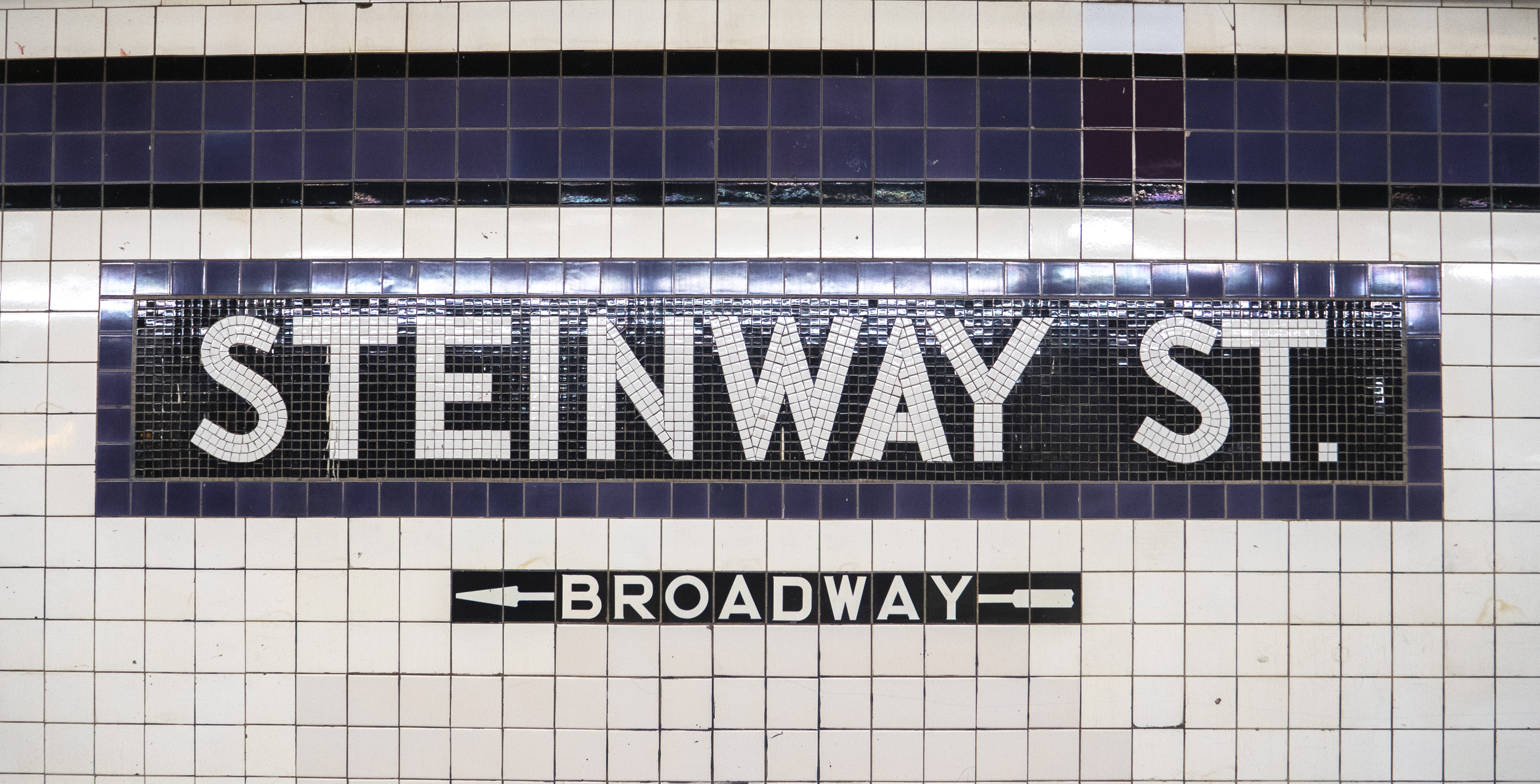
壁の駅名標

駅は相対式ホーム2面2線の駅で、急行線はノーザン・ブールバード下を通るため駅からは見えない。ホーム壁には"STEINWAY"と黒地に白字で書かれたものと、IND標準の紫縁の駅名標が設置されている。また、ホームの柱も紫色となっている。

### 出入口
ホーム上に2か所改札があり、ホーム両端からそれぞれの改札へ通じる階段がある。どちらの改札もホーム間連絡通路を兼ねている。北側のブロードウェイとスタインウェイ・ストリート交差点へ出る改札は終日開いている。地上へは同交差点南東、南西に階段が1つずつ接続している。南側の34番街とスタインウェイ・ストリート交差点に出る改札は無人で、地上へは同交差点北東と南西に出る階段が1つずつある。